# Ligamentum pisohamatum

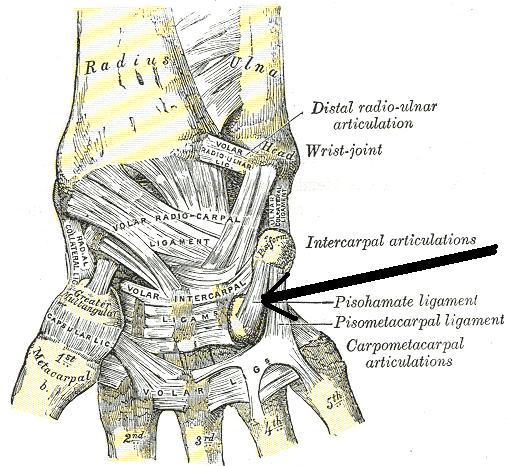
A csukló és a szalagjai (a nyíl mutatja az apró szalagot)

A ligamentum pisohamatum egy apró szalag a csuklóban a borsócsont (os pisiform) és a horgascsont (os hamatum) között. A valóságban a singcsonti csuklóhajlító izom (musculus flexor carpi ulnaris) inának a meghosszabbítása. Többek között innen ered a kisujjtávolító izom (musculus abductor digiti minimi).